# Tchatkalophantes tarabaevi
Tchatkalophantes tarabaevi là một loài nhện trong họ Linyphiidae. Loài này được phát hiện ở Kazakhstan.